# 2818 Juvenalis
2818 Juvenalis este un asteroid din centura principală, descoperit pe 24 septembrie 1960 de PLS.